# Erzsébet Báthory nella cultura di massa
La contessa Erzsébet Báthory (anglicizzata in Elizabeth Bathory) è protagonista (o antagonista) di numerose opere di letteratura, cinema, televisione o musica.

## Letteratura

### Undead - Gli immortali
La contessa Elizabeth Bathory è la principale antagonista del romanzo Undead - Gli immortali, scritto da Dacre Stoker e Ian Holt e primo sequel ufficiale del classico Dracula di Bram Stoker.

#### Personaggio
(Elizabeth Bathory)
Come accaduto per il personaggio di Dracula nel precedente romanzo (ispirato al realmente esistito principe Vlad III di Valacchia) anche il personaggio di Elizabeth Bathory è basato su un personaggio realmente esistito e tristemente famoso, nel suo caso la contessa ungherese Erzsébet Báthory, vissuta a cavallo tra il sedicesimo e il diciassettesimo secolo e nota per aver seviziato e ucciso più di 600 ragazze. Tuttavia a differenza della realtà, nel romanzo viene data una motivazione alla crudeltà e alla sete di sangue della contessa, il cui passato viene descritto come tragico e pieno di traumi e dolori, a causa di un marito violento e crudele e della perdita dei figli ai quali ella era molto legata. È dunque a causa di questo doloroso passato che la contessa decide di rinnegare Dio e imboccare le vie del male, rivelando una crudeltà, una megalomania (la vampira sogna infatti di conquistare il mondo e di trasformarlo in un regno delle tenebre) e una perversione tali da disgustare perfino lo stesso Dracula (colpevole peraltro di averla trasformata in una vampira) il quale si prefigge dunque il compito di eliminarla per porre fine alla sua follia omicida. Inoltre a differenza della sua controparte storica la contessa non sembra essere dotata di grande vanità, caratteristica che ha da sempre contraddistinto la Erzsébet Báthory storica.

#### Storia del personaggio
La tragica storia di Elizabeth Bathory iniziò quando, appena quindicenne, fu costretta a sposare il conte Ferenc Nádasdy, uomo grasso, rozzo, alcolizzato e violento, più anziano di lei di vent'anni, il quale abusò crudelmente di lei durante la loro prima notte di nozze. La traumatica esperienza radicò nella testa della ragazzina, ancora vergine e completamente inesperta in materia sessuale, l'idea che l'amore romantico come lo aveva sempre immaginato non esistesse. Dopo la violenta consumazione dell'atto sessuale, la ragazza cercò di fuggire nel freddo mortale della notte, preferendo morire piuttosto che vivere accanto a quell'uomo ripugnante, ma purtroppo la sua fuga fu sventata dai servitori del marito, che la costrinsero a tornare da lui. Nei tre anni che seguirono, Elizabeth approfittando della scarsa intelligenza del marito, finse di apprezzare la sua lascivia e la sua dissolutezza, subendo ogni genere di violenza e abuso e cercando l'occasione giusta per metterlo nel sacco. Facendo appello alla vanità del marito, lo convinse ad assumere il comando delle truppe ungheresi nella guerra contro l'impero ottomano, sperando che morisse in battaglia, convincendolo che la vittoria avrebbe dato lustro alla sua famiglia e promettendogli, una volta vinto il conflitto che avrebbe cambiato il suo nome in contessa Nadasdy (ad Elizabeth infatti, dopo il matrimonio, fu permesso di mantenere il suo cognome di donna nubile, in quanto la sua famiglia era più potente di quella di Ferenc). Durante l'assenza del marito, Elizabeth si cimentò in opere umanitarie aiutando uomini e donne bisognosi, pregando Dio che il marito morisse in combattimento e facendo credere alle guardie di Ferenc di aver ormai abbandonato l'idea di fuggire. Fu in occasione di un'eclissi di luna che la ragazza riuscì a scappare dal castello del marito, per andare a rifugiarsi a casa di sua zia Karla, con la quale riuscì a vivere per un certo periodo un'esistenza tranquilla. Le cose cambiarono quando scoprì che la zia, donna all'apparenza austera e timorata di Dio, nonché vedova di quattro mariti, aveva assassinato i suoi quattro consorti perché avevano scoperto il motivo per cui ella rifiutava di giacere con loro; Karla era difatti lesbica, e fu grazie a lei che Elizabeth, la quale prima di sposare Ferenc aveva mostrato particolari tendenze nei confronti delle serve, scoprì la sua vera natura e intrecciò una relazione amorosa con la zia. Di fronte alla bellezza di quel nuovo rapporto, infinitamente più piacevole e amoroso di qualunque rapporto avesse avuto con il marito, Elizabeth cominciò a ribellarsi a Dio. In seguito Elizabeth intrecciò una relazione con una giovane domestica della zia, la quale, gelosa della nipote, fece impiccare la serva.
I rapporti con Karla si interruppero bruscamente quando un manipolo di soldati inviati dalla famiglia irruppe a casa della zia per riportare Elizabeth dal marito.
Dopo il suo ritorno, Elizabeth ebbe due figli dal marito, Ursula e Andràshad, dimostrandosi nei loro confronti una madre amorevole. Purtroppo i due bambini morirono per una grave malattia ed Elizabeth, distrutta dal dolore e dopo aver subito l'ennesima violenza da parte di Ferenc, che le addossò la colpa della loro morte, rinnegò definitivamente Dio, giurandogli vendetta per la morte dei suoi amati figli.
La prima vittima della furia di Elizabeth fu proprio suo marito. Decisa a liberarsi di lui una volta per tutte, Elizabeth colse l'occasione per toglierlo di mezzo quando Ferenc fu gravemente ferito da una prostituta che aveva rifiutato di pagare: mentre Ferenc dormiva, Elizabeth gli sporcò la ferita con del letame facendogliela infettare e portandolo ad una morte lenta e dolorosa.
Finalmente libera dalla tirannia del marito e dai vincoli del matrimonio, e convinta di essere al di sopra delle leggi di Dio, Elizabeth poté dare finalmente libero sfogo alle sue tendenze intrecciando relazioni con varie donne locali, attirandosi la paura e la diffidenza degli abitanti del villaggio, che prima presero le distanze da lei, e poi si rivolsero alle autorità, chiedendo loro di farla destituire ed imprigionare per la sua condotta dissoluta. Le autorità locali si rivolsero dunque ai familiari di Elizebeth, i quali prima cercarono di farla redimere inviando dei sacerdoti al suo castello e in seguito la fecero imprigionare, temendo il disonore del loro nome. In prigione Elizebeth ricevette periodicamente la visita di un uomo misterioso, che si rivelò in seguito essere Dracula, il quale la prese sotto la sua custodia e la morse, iniettando nel suo corpo il veleno che, alla sua morte, la avrebbe trasformata in una vampira.
Tre anni dopo, all'età di quarant'anni, Elizabeth tornò in Ungheria, nel suo castello, profondamente cambiata e pronta a dare il via al suo regno del terrore; vittime della sua follia e della sua depravazione furono alcuni membri della famiglia Bathory e della famiglia Nadasdy, nonché alcune ragazze contadine del villaggio, che scomparvero senza lasciare traccia. Elizabeth dimostrò di aver ormai completamente rinnegato Dio, e di aver dichiarato guerra ai cristiani cimentandosi in un numero impressionante di rituali e pratiche blasfeme, gettando il panico sulla popolazione, con un numero sempre crescente di assassinii. Alla fine le autorità la arrestarono dopo averla sorpresa nel bel mezzo di uno dei suoi osceni rituali, e portarono a galla l'orrenda verità, dopo aver rinvenuto nei sotterranei del suo castello numerosi strumenti di tortura di cui la contessa si serviva, nonché numerose ragazze del villaggio imprigionate dopo aver subito ogni sorta di violenza, e molte delle quali ormai senza vita.
Le domestiche di Elizabeth, complici delle sue atrocità, pagarono i loro crimini con la condanna al rogo, ed Elizabeth sembrava destinata a subire lo stesso destino, ma l'intervento della sua famiglia riuscì ad evitarle la condanna a morte, che venne commutata in carcere a vita.
Elizabeth venne così murata viva nella sua camera da letto, con un'unica fessura attraverso la quale riceveva i pasti giornalieri. Fu attraverso quel pertugio che ricevette una lettera da un uomo misterioso, una lettera che le spiegava che il veleno che Dracula le aveva inoculato nel corpo tramite il morso, avrebbe fatto effetto quando il suo corpo avrebbe smesso di vivere, facendola rinascere tramutata in un essere immortale dai poteri sovrumani. Elizabeth così smise di mangiare e si lasciò morire di fame, per rinascere dopo la morte come vampira e continuare indisturbata a compiere spaventose atrocità, con un solo obbiettivo: conquistare il mondo e trasformarlo in un regno di terrore e di perversione.
Non si conosce la natura del legame che univa Elizabeth a Dracula, si può tuttavia dire con certezza che non si trattava di amore, pur essendo a suo modo un legame profondo, che si spezzò quando Dracula incontrò Mina Harker dopo essere giunto in Inghilterra nell'anno 1888. Dracula, ormai conscio che la sua pupilla era divenuta ormai una creatura di male puro, si recò in Inghilterra per trovarla ed ucciderla; Elizabeth difatti, dopo essere divenuta una vampira aveva cominciato a viaggiare per il mondo compiendo sanguinosi omicidi per puro divertimento, e giunta in Inghilterra nel 1888 aveva ucciso barbaramente numerose ragazze, tra le quali alcune prostitute, dando così inizio alla leggenda del fantomatico e celebre serial killer Jack lo Squartatore.
Al termine delle vicende che videro coinvolti Mina, il dottor Van Helsing e i loro amici nella caccia a Dracula (eventi raccontati nello storico romanzo di Bram Stoker) si scoprì che a dare il colpo di grazia a Dracula, (gravemente ferito dai colpi di Jonathan Harker e Quincey Morris), fu proprio Elizabeth; la contessa era infatti gelosa del rapporto di amore tra Mina Harker e il suo mentore, poiché sapeva che Dracula aveva progettato di fuggire con Mina. Così, in risposta alle suppliche di Dracula di aiutarlo, Elizabeth lo pugnalò con il coltello kukri che Quincey Morris gli aveva conficcato nel cuore, apparentemente uccidendolo, dopodiché giurò vendetta a Van Helsing, Mina e gli altri componenti della compagnia degli eroi.
Venticinque anni dopo i fatti narrati nel romanzo di Bram Stoker, Elizabeth Bathory giunse a Parigi, per eliminare definitivamente Dracula il quale, sopravvissuto e sotto la falsa identità dell'attore teatrale Basarab, si trovava in città proprio per darle la caccia. Fu nella succitata città che l'anziano dottor Jack Seward (ossessionato dai ricordi del passato e ormai completamente dipendente dalla morfina) la vide torturare e uccidere barbaramente una giovane ragazza, con la complicità di due sue serve, vampire anche loro. In seguito Elizabeth e le sue serve irruppero nel Theatre de l'Odéon, per uccidere Dracula/Basarab, ma furono intercettate da Jack Seward, con il quale ingaggiarono un duro scontro ed un inseguimento al termine del quale Seward venne ucciso, travolto dalla carrozza di Elizabeth.
La seconda vittima della furia vendicatrice di Elizabeth Bathory (giunta nuovamente a Londra) fu Jonathan Harker; dopo una serata passata in un bar ad ubriacarsi, Harker si imbatté in una delle serve di Elizabeth che, spacciandosi per una prostituta, lo invitò a seguirlo; la vampira attaccò Harker, per poi venire uccisa da Dracula, che incitò Harker a fuggire. Tuttavia l'alcol non permise ad Harker di andare lontano, e l'uomo venne raggiunto ed impalato vivo da Elizabeth, morendo dopo una lunga agonia. In seguito, la contessa si recò a casa di Mina Harker, seducendola, bevendo il suo sangue durante un bacio saffico e lasciando che Mina bevesse il suo, trasmettendole quindi parte della sua forza e i suoi ricordi, dopodiché si recò al Lyceum Theatre, dove Dracula/Basarab stava provando per uno spettacolo, e lo sfidò in un duello nel quale Elizabeth ebbe la meglio provocando un incendio nel quale Dracula rimase coinvolto e, all'apparenza, ucciso. Decisa ad uccidere Mina, arrestata dall'ispettore Cotford con l'accusa di omicidio (la donna aveva infatti ucciso la seconda serva di Elizabeth), Elizabeth attaccò i poliziotti che l'avevano arrestata, assumendo le mostruose sembianze di un demone alato ed uccidendoli tutti, quindi inseguì Mina che (su esortazione dell'ispettore Cotford, che si sacrificò per darle il tempo di fuggire) fu costretta a rifugiarsi su un treno della metropolitana, dove fu raggiunta dalla diabolica vampira e diede inizio ad una lotta impari, al termine della quale Mina fu messa fuori combattimento e quasi uccisa.
A salvare Mina intervenne Dracula, sopravvissuto all'incendio del teatro, che ingaggiò con la contessa una lotta furibonda che inizialmente vide Elizabeth in vantaggio, ma che grazie all'intervento di Mina si concluse a favore del vampiro, mentre Elizabeth venne scaraventata fuori dal treno in corsa, rimanendo orribilmente sfigurata.
Ripresasi dallo scontro con Dracula, benché deturpata, Elizabeth raggiunse lui e Mina a Whitby, trovando un Dracula rinvigorito dopo aver bevuto il sangue di Mina. I due vampiri ripresero dunque a combattere, riportando entrambi gravi ferite, ma Dracula giocando d'astuzia riuscì a sconfiggere definitivamente la contessa, strappandole il cuore a mani nude. In un ultimo sprazzo di orgoglio, non volendo morire ai piedi del suo nemico, Elizabeth si lasciò cadere giù dalla lunga scalinata sulla quale avevano combattuto, lasciando che la caduta finisse di sconquassare il suo corpo già straziato.

#### Inesattezze storiche
La storia di Elizabeth Bathory presenta alcune incongruenze con quella della sua controparte storica: sembra infatti che la vera contessa Erzsébet Báthory avesse sviluppato la sua indole sadica e violenta perché mentalmente disturbata (probabilmente a causa dei frequenti matrimoni tra consanguinei nella sua famiglia, tra cui i genitori, cugini di primo grado), e non in seguito a traumi e violenze ricevute durante gli anni dell'adolescenza (non ci sono notizie che facciano intuire che la contessa fosse vittima di violenze coniugali da parte del marito che, al contrario, si dimostrava spesso complice degli omicidi e delle torture della moglie). Inoltre, il conte Ferenc Nádasdy viene descritto come più vecchio della moglie di venti anni, mentre nella realtà la differenza tra i due coniugi era di circa cinque anni. Dal marito ebbe quattro figli, tre femmine e un maschio, mentre nel romanzo viene lasciato intendere che ne ha avuti solo due. Inoltre, all'età di 18 anni, ebbe anche una figlia illegittima, che venne data in affidamento ad un'altra famiglia, mentre nel romanzo, diversamente da quanto avvenne in realtà, la sua prima traumatica esperienza sessuale Elizabeth l'ebbe con suo marito. Nel romanzo inoltre non vengono menzionati Dorothea e Thorko, i suoi servitori che la iniziarono alla magia nera, lasciando intendere che sia stato Dracula a iniziarla alle arti oscure.

### I diari della famiglia Dracula
La contessa Elizabeth Bathory è anche l'antagonista della saga I diari della famiglia Dracula, della scrittrice californiana Jeanne Kalogridis. Basata sull'omonimo e celebre personaggio storico, è una sanguinaria e crudele vampira dai grandi poteri e dall'ambizione smisurata. Nemica di Dracula e del dottor Van Helsing, nel corso della storia cerca di propiziarsi l'Oscuro Signore, divinità protettrice dei vampiri per ottenere un potere che la renda simile ad una dea. Viene descritta come una bellissima donna dalle curve voluttuose, lunghi ricci dorati e occhi azzurri. Compare in Il signore dei vampiri, terzo ed ultimo capitolo della saga.

#### Storia
La contessa Elizabeth Bathory, viene contattata da Dracula tramite una lettera, affinché lo raggiunga in Transilvania; Dracula ha difatti bisogno del suo aiuto per sconfiggere Abraham Van Helsing, che sta eliminando uno per uno tutti i suoi discepoli vampiri. Giunta al cospetto di Dracula, Elizabeth fa la conoscenza di Zsuzsanna, la nipote di Dracula, (da lui trasformata in vampira nei capitoli precedenti della saga), ed intreccia subito un rapporto di amicizia con lei e con la sua serva Dunya (anche lei vampira), un rapporto che sfocerà in un triangolo amoroso fatto di bollenti rapporti saffici nei quali le tre vampire coinvolgeranno anche Jonathan Harker, ospite di Dracula. All'apparenza dolce ed affettuosa con Zsuzsanna, che si dichiarerà perdutamente innamorata di lei, Elizabeth non tarderà a rivelare le sue reali intenzioni, arrivando a sacrificare Dunya all'Oscuro Signore per resuscitare Arkady, il fratello di Zsuzsanna, del quale intende servirsi per recuperare un'antica pergamena contenente un codice il quale, una volta decifrato, potrebbe darle i poteri di una vera e propria divinità. Tale manoscritto è conteso anche da Dracula. Tradita da Zsuzsanna, pentitasi di tutte le sue cattive azioni e schieratasi dalla parte di Van Helsing, Elizabeth pedina quest'ultimo e i suoi compagni nella loro caccia a Dracula, dopodiché, dopo la sconfitta e l'uccisione di Dracula, costringe con la forza Zsuzsanna a condurla nelle catacombe del suo castello, dove ritiene si trovi l'ultimo indizio necessario alla decifrazione del manoscritto. Fortunatamente per tutta l'umanità, la spietata contessa non riuscirà mai a realizzare i suoi sogni di onnipotenza: verrà difatti fermata da Van Helsing che, dopo aver venduto l'anima all'Oscuro Signore in cambio dei poteri per fermarla, la sigillerà per l'eternità nelle catacombe del castello di Dracula.

### Altre opere
- Nel 1962 la scrittrice surrealista francese Valentine Penrose pubblicò la biografia romanzata di Erzsébet Báthory dal titolo Erzsébet Báthory la Comtesse sanglante, da cui il cineasta Peter Sasdy nel 1971 trasse spunto per il film Comtesse Dracula, interpretato da Ingrid Pitt.
- Nel 1965 la poetessa argentina Alejandra Pizarnik pubblicò La contessa sanguinaria, un poema in prosa che descrive le atrocità compiute da Elizabeth Báthory.
- Nel 2004 la scrittrice romana Adriana Assini ha scritto il romanzo Il bacio del diavolo. Storia della contessa sanguinaria, Caserta, Spring Edizioni.
- Nel 2010 Rebecca Johns pubblica La contessa nera, un romanzo che narra le vicende della Báthory, partendo dalla sua condanna nella torre. Il romanzo ha pretese maggiormente storiche e quasi di riabilitazione del personaggio; in esso il sadismo e le atrocità commesse dalla contessa sono estremamente limitate rispetto alla leggenda.
- Nel 2014 lo scrittore Francesco Falconi pubblica nell'antologia Orologi senza tempo il racconto La Contessa di Sangue, dove Elizabeth Bathory è la protagonista
- Nel 2018 l'autrice Amelia Agnusdei pubblica un romanzo gotico intitolato La maledizione del vampiro dove la figura della contessa Bathory viene sia trattata dal punto di vista storico che trasposta ai giorni nostri.
- Elizabeth Bathory appare come antagonista principale in Ciò che un giorno era mio, (di Liz Braswell), romanzo della collana Disney A Twisted Tale che racconta una storia alternativa del classico Disney Rapunzel - L'intreccio della torre.

## Cinema
- La morte va a braccetto con le vergini (1971) – film diretto da Peter Sasdy con Ingrid Pitt nel ruolo di Erzsébet.
- La vestale di Satana (1971) – film diretto da Harry Kümel con Delphine Seyrig nel ruolo di Erzsébet.
- Le vergini cavalcano la morte (1973) – film diretto da Jorge Grau con Lucia Bosè nel ruolo di Erzsébet.
- Racconti immorali (1974) – film diretto da Walerian Borowczyk con Paloma Picasso nel ruolo di Erzsébet. Contiene un episodio intitolato Erzsébet Báthory e dedicato ad una breve biografia della contessa.
- Eternal (2004) – film diretto da Wilhelm Liebenberg e Federico Sanchez con Caroline Néron nel ruolo di Elizabeth.
- Stay Alive (2006) – film diretto da William Brent Bell e scritto con Matthew Peterman; Maria Kalinina nel ruolo di Erzsébet.
- Bathory (2008) – film scritto e diretto da Juraj Jakubisko con Anna Friel nel ruolo di Erzsébet.
- La contessa (2009) – film scritto, diretto e interpretato da Julie Delpy nel ruolo di Erzsébet.
- Nel 2015 viene pubblicata la quinta stagione di American Horror Story, nella quale Lady Gaga interpreta il ruolo de La Contessa (Elizabeth Johnson), che è probabilmente ispirato alla contessa Elizabeth Bathory.
- Nella serie animata Castlevania: Nocturne, Erzsebet è il cattivo principale

## Fumetti
- La storia della Contessa Bathory, disegnata da Stelio Fenzo, è narrata molto fedelmente nel numero 28 della serie a fumetti italiana per adulti Terror, pubblicata dalla casa editrice Ediperiodici di Giorgio Cavedon.
- La mangaka giapponese Riyoko Ikeda si è ispirata a questo personaggio per un racconto breve in coda alla sua opera più celebre, Lady Oscar. Si intitola La contessa dagli abiti neri: al termine del racconto l'autrice cita la vicenda originaria di Erzsébet Bàthory, da cui ha preso spunto.
- Il manhwa Horror Collector di Lee So-Young è ispirato alla storia della contessa sanguinaria Elizabeth Báthory.
- Nel fumetto Dampyr la contessa appare nell'albo speciale Dracula Park e in quello della serie regolare mensile La serva.
- La sua figura è ripresa nel manga "Majo Taisen-The War of Greedy Witches" nel quale affronta, durante il primo turno, Tomoe Gozen. Le sue abilità di combattimento sono legate alla sua maestria nell’utilizzo degli strumenti di tortura, queste sono potenziate dal suo desiderio Torment e le permettono di tenere testa ad una combattente incallita come Gozen.

## Musica
- Countess Bathory (1982) – brano dell'album Black Metal dei Venom, dedicato alla contessa Erzsébet.[1]
- An execution (1985) – brano del singolo Cities in Dust di Siouxsie and the Banshees, ispirato ad un episodio di vita della contessa Erzsébet.[1]
- Woman of Dark Desires (1987) – brano dell'album Under the Sign of the Black Mark dei Bathory, dedicato alla contessa Erzsébet, così come il nome del gruppo stesso.[1][2]
- Rose of pain (1989) – brano dell'album Blue Blood degli X Japan, dedicato alla contessa Erzsébet.
- Elisabeth Bathory (1995) – brano dell'album Anno Domini dei Tormentor.[1]
- Cruelty and the Beast (1998) – album dei Cradle of Filth, interamente incentrato sulla vita della contessa Erzsébet.
- Elizabeth I: Mirror Mirror; Elizabeth II: Requiem for the Innocent; Elizabeth III: Fall from Grace (2001) – trilogia di brani dell'album Karma e dell'album dal vivo One Cold Winter's Night del 2006 dei Kamelot, dedicati alla contessa Erzsébet.[1]
- Erzébet Báthory's song (2003) – brano della demo Resurrection dei Forever Slave.
- Báthory Erzsébet (2005) – brano dell'album Black One dei Sunn O))), dedicato alla contessa Erzsébet.
- Elizabeth (2010) – brano dell'album Opus Eponymous dei Ghost, dedicato alla contessa Erzsébet.[1][3]
- Countess Bathory (2011) - brano dell’album Grim Scary Tales dei Macabre
- Bathory, gruppo musicale black metal svedese

## Altro
- Atmosfear (1991) – gioco da tavolo in cui Elizabeth Bathory è uno dei personaggi di gioco 
  - Atmosfear, Nightmare IV (1994) – Elizabeth Bathory ("La vampira").
- Diablo II (2000) – in una quest del videogioco la contessa viene murata viva dopo un bagno nel sangue di cento vergini allo scopo di rimanere giovane.
- Omen of Sorrow (2018) di AOne Games – Erzsébet è un personaggio giocabile.